# Редмънд Джерард
Редмънд („Ред“) Джера̀рд (на английски: Redmond „Red“ Gerard) е американски сноубордист.
Носител на златен медал от Зимните олимпийски игри 2018 година. Понастоящем живее в Силвърторн, Колорадо. Роден е на 29 юни 2000 г. Той печели първия златен медал за САЩ на тези игри, а също така става и най-младият американец спечелил олимпийски медал в сноубординг дисциплина.
Също така става вторият най-млад мъж (17 години и 227 дни), спечелил злато в индивидуално състезание на Олимпийски игри след Томи Ниеминен (16 години и 261 дни), който печели в ски-скока през 1992 г.

## Участия на зимни олимпийски игри
| Олимпийски игри            | Място     | Държава    | дисциплина | класиране |
| -------------------------- | --------- | ---------- | ---------- | --------- |
| Зимни олимпийски игри 2018 | Пьонгчанг | Южна Корея | слоупстайл | 1         |